# Quindina hermesi
Espèce
Quindina hermesi est une espèce d'opilions laniatores de la famille des Nomoclastidae.

## Distribution
Cette espèce est endémique de Colombie. Elle se rencontre dans les départements de Bolívar vers San Jacinto et d'Atlántico vers Juan de Acosta.

## Description
Le mâle holotype mesure 3,1 mm et la femelle paratype 3,6 mm.

## Systématique et taxinomie
Cette espèce a été décrite par Pinzón-Morales et Pinto-da-Rocha en 2020.

## Étymologie
Cette espèce est nommée en l'honneur d'Hermes Cuadros Villalobos.

## Publication originale
- Pinzón-Morales & Pinto-da-Rocha, 2020 : « Two new Colombian harvestmen of the genus Quindina Roewer, 1914 (Opiliones: Nomoclastidae). » Zootaxa, no 4748(3), p. 531–547.